# Hans Hornung
Pour les articles homonymes, voir Hornung.
Hans Georg Hornung (né en 1934 à Jaffa, alors sous mandat britannique) est un ingénieur qui s'est illustré dans le domaine de l'aéronautique.

## Biographie
Hans Hornung est né dans une famille allemande appartenant à la société des Templiers et implantée près de Jaffa, alors en Palestine mandataire. La colonie est chassée par la guerre civile et part rejoindre celle de Melbourne en Australie en 1948.
Jusqu'en 1956, Hans Hornung travaille comme ouvrier agricole. Il recommence à étudier par correspondance et cours du soir au Royal Melbourne Technical College, puis à l'Université de Melbourne où il obtient un master en ingénierie en 1962.
De 1962 à 1967 il travaille au laboratoire de recherche aéronautique de Melbourne puis rejoint de département d'aéronautique de l'Imperial College à Londres où il soutient sa thèse avec John Stollery et Neil Freeman.
De 1967 à 1980 il est enseignant-chercheur au département de physique de l'Université nationale australienne à Canberra. Durant cette période il passe une année à l'Université technique de Darmstadt avec une bourse de la Fondation Alexander von Humboldt.
En 1980 il va au Deutsches Zentrum für Luft- und Raumfahrt (DLR) à Göttingen qu'il dirigera jusqu'en 1987.
En 1987 il rejoint le Graduate Aeronautical Laboratories at the California Institute of Technology (GALCIT) qu'il dirige jusqu'en 2003.
À partir de 1987 il occupe la chaire Clarence Leonard « Kelly » Johnson du Caltech, à titre émérite depuis 2005.
Hans Hornung est un expérimentateur connu pour ses travaux sur les ondes de choc, en particulier associées aux souffleries supersoniques à choc réfléchi et sur le projet National Aero-Space Plane.

## Distinctions
- 1988 Prix von Karman de l'International Council of the Aeronautical Sciences.
- 1991 Membre étranger de l'Académie royale des sciences de l'ingénieur de Suède.
- 1991 Membre du conseil du Deutsches Zentrum für Luft- und Raumfahrt (DLR).
- 1997 Membre associé étranger de l'Académie nationale d'ingénierie des États-Unis.
- 1999 Anneau Ludwig Prandtl.
- 2005 Compagnon de l'Association américaine pour l'avancement des sciences[3].
- 2011 Médaille de l'American Institute of Aeronautics and Astronautics (AIAA) en mécanique des fluides[4].
- 2015  Médaille de l'AIAA pour les systèmes hypersoniques[4].
- Compagnon de l'AIAA, de la Royal Aeronautical Society, de l' American Academy of Arts and Sciences, de l' Australian Institute of Physics, de la Société de mathématiques appliquées et de mécanique (GAMM), de la Société américaine de physique et de l'Australasian Fluid Mechanics Society[2],[4].

## Ouvrages
- (en) Hans G. Hornung, Dimensional Analysis: Examples of the Use of Symmetry, Dover Publications, 2006 (ISBN 0-486446050)
- (en) H. G. Hornung et E.-A. Müller, Vortex motion : proceedings of a colloquium held at Goettingen on the occasion of the 75th anniversary of the Aerodynamische Versuchsanstalt in November 1982, Vieweg, 1982 (ISBN 0-486446050)